# Saint-Christophe-de-Double

Saint-Christophe-de-Double este o comună în departamentul Gironde din sud-vestul Franței. În 2009 avea o populație de 658 de locuitori.

## Evoluția populației
| An        | 1975 | 1982 | 1990 | 1999 | 2006 | 2009 |
| --------- | ---- | ---- | ---- | ---- | ---- | ---- |
| Populație | 619  | 534  | 564  | 578  | 641  | 658  |